# Dargnies
Dargnies é uma comuna francesa na região administrativa de Altos da França, no departamento de Somme. Estende-se por uma área de 3,67 km². Em 2010 a comuna tinha 1 240 habitantes (densidade: 337,9 hab./km²).